# 후쿠다 다쓰오

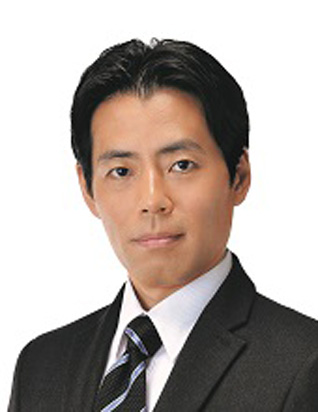

후쿠다 다쓰오(일본어: 福田達夫, 1967년 3월 5일 ~ )는 일본의 정치인으로 내각총리대신 후쿠다 야스오의 장남이며 내각총리대신 후쿠다 다케오의 장손이다. 도쿄도 출신. 게이오기주쿠 대학 법학부 법률학과 졸업.

## 역대 선거 결과
|  | 55.73% |

|  | 71.29% |

|  | 60.78% |

|  | 65.02% |